# هوانگ نانیان
هوانگ نانیان (انگلیسی: Huang Nanyan؛ زادهٔ ۱۱ آوریل ۱۹۷۷) بدمینتون‌باز اهل چین است.